# Palestine (Texas)
Palestine és una població dels Estats Units a l'estat de Texas. Segons el cens del 2000 tenia 17.598 habitants.

## Demografia
Segons el cens del 2000, Palestine tenia 17.598 habitants, 6.641 habitatges, i 4.582 famílies. La densitat de població era de 383,9 habitants/km².
Dels 6.641 habitatges en un 34,9% hi vivien nens de menys de 18 anys, en un 47,2% hi vivien parelles casades, en un 18% dones solteres, i en un 31% no eren unitats familiars. En el 28% dels habitatges hi vivien persones soles el 13,7% de les quals corresponia a persones de 65 anys o més que vivien soles. El nombre mitjà de persones vivint en cada habitatge era de 2,57 i el nombre mitjà de persones que vivien en cada família era de 3,13.
Per edats la població es repartia de la següent manera: un 29,1% tenia menys de 18 anys, un 9,2% entre 18 i 24, un 25,6% entre 25 i 44, un 20% de 45 a 60 i un 16,2% 65 anys o més.
L'edat mediana era de 34 anys. Per cada 100 dones de 18 o més anys hi havia 78,2 homes.
La renda mediana per habitatge era de 30.497 $ i la renda mediana per família de 35.806 $. Els homes tenien una renda mediana de 28.331 $ mentre que les dones 20.662 $. La renda per capita de la població era de 15.514 $. Aproximadament el 16,6% de les famílies i el 20,7% de la població estaven per davall del llindar de pobresa.

## Poblacions més properes
El següent diagrama mostra les poblacions més properes.